# Célio Pompeu
Célio Antônio Pompeu Pinheiro Martins, mais conhecido como Célio Pompeu ou Pompeu (Quixadá, 10 de dezembro de 1999), é um futebolista brasileiro que atua como ponta-esquerda. Atualmente, joga pelo St. Louis City Soccer Club um time profissional da MLS divisão principal da United States Soccer Federation e que é filiada junto a FIFA.

## Carreira
A história deste jogador brasileiro nos Estados Unidos se inicia em quando em 2016 foi estudar o Ensino Médio na St. Benedict's Preparatory School. e conquistou o título estadual em 2017 e nacional em 2018.
Em 2019 ingressou na faculdade americana Virginia Commonwealth University por esta mesma universidade Célio Pompeu conquistou o título nacional e em 2021 foi indicado como melhor atleta na posição em que joga.
Em 2022 fez sua estreia na principal liga americana de futebol profissional a MLS pelo time St. Louis City Soccer Club.[carece de fontes?]

## Títulos

### Prêmios Individuais
- Gol da Rodada da MLS: 10ª rodada de 2024.[13]